# Nicolas Pépé
Nicolas Pépé, född 29 maj 1995 i Paris-förstaden Mantes-la-Jolie, är en fransk-ivoriansk fotbollsspelare som spelar för den turkiska fotbollsklubben Trabzonspor i den turkiska högstadivisionen Süper Lig, samt i Elfenbenskustens landslag.

## Klubbkarriär
Pépé inledde sin karriär som målvakt, i det lokala laget Solitaire Paris Est innan han som 14-åring tog stegen ut på planen – till att börja med säsongen 2012/2013 i Poitiers i den franska femtedivisionen Championnat de France Amateur 2. 

### Angers
År 2013 skrev han på för Angers, där han gjorde sin professionella debut  året därpå, såväl i Coupe de la Ligue som Ligue 2. Säsongen 2015/2016 var han utlånad till Orléans, som den säsongen tog steget från tredjedivisionen Championnat National till Ligue 2. Året därpå var han tillbaka i Angers, som tog sig till final i Coupe de France men förlorade mot Paris Saint-Germain.

### Lille
Den 21 juni 2017 skrev Pépé på ett femårskontrakt med Ligue 1-laget Lille, där tränaren Marcelo Bielsa gav honom rollen som central anfallare. Efter tränarbyte under säsongen 2017/2018 flyttade nye tränaren Christophe Galtier honom tillbaka till en ytterposition, där han blev ordinarie och gjorde 13 mål, vilket bidrog till att klubben klarade sig kvar i förstadivisionen.
Sedan han i början av säsongen 2018/2019 gjort sitt första hat-trick, i borta-segern med 3–2 mot Amiens, började storklubbar som Barcelona visa intresse för Pépé. Den 14 april 2019 gjorde han ett mål och två målgivande passningar när Lille på hemmaplan slog serieledande Paris Saint-Germaine med 5–1. Hans totalt 22 ligamål under säsongen gav honom andraplatsen i skytteligan efter Kylian Mbappé, en plats i "Årets lag", och bud från bland andra italienska Napoli.

### Arsenal
Den 1 augusti 2019 skrev Pépé på ett femårskontrakt med Arsenal, som uppges ha betalat 80 miljoner euro, nytt klubbrekord. Pépé gjorde sin Premier League-debut den 11 augusti 2019 i en 1–0-vinst över Newcastle United, där han blev inbytt i den 71:a minuten mot Reiss Nelson. Första starten – och första spelmålet – för Arsenal i Premier League kom i bortasegern (1–3) mot West Ham 9 december 2019.
Den 1 augusti vann Pépé sin första titel i Arsenal efter 2–1-segern i FA-cup finalen mot Chelsea. Pépé spelade hela matchen men gjorde inga poäng. 

### Lån till Nice
Den 25 augusti 2022 lånades Pépé ut av Arsenal till den franska Ligue 1-klubben OGC Nice över säsongen 2022/2023. Han spelade 19 ligamatcher och gjorde sex mål under säsongen.

### Trabzonspor
Pépé återvände till Arsenal inför säsongen 2023/2024 men det var tydligt att han inte ingick i tränare Mikel Artetas planer och den 8 september 2023 lämnade han klubben som bosman och skrev på för den turkiska klubben Trabzonspor.

## Landslagskarriär
Pépé är född i Frankrike av ivorianska föräldrar, och kallades till sin första landskamp för Elfenbenskusten i november 2016, mot Marocko i en kvalmatch inför VM 2018, men blev aldrig inbytt. Tre dagar senare blev han inbytt i slutet av en vänskapsmatch mot Frankrike.
Han blev uttagen i Elfenbenskustens trupp till Afrikanska mästerskapet i fotboll 2017, men hann inte spela någon match innan laget slogs ut i gruppspelet.
Sina två första mål i landslaget gjorde han 24 mars 2018 i en vänskapsmatch mot Togo (som slutade 2–2). Nästa mål kom tre dagar senare i 2–1-segern mot Moldavien. Han medverkade också i Afrikanska mästerskapet i fotboll 2019, där Elfenbenskusten blev utslaget av Algeriet i kvartsfinalen.